# 扎克·戈德史密斯
弗蘭克·扎卡里亚斯·罗宾·“扎克”·戈德史密斯，里士滿公園男爵（英語：Frank Zacharias Robin "Zac" Goldsmith, Baron Goldsmith of Richmond Park，香港譯名：高仕文，1975年1月20日—），英國保守黨政治家。2010年當選下議院里奇蒙公園選區議員。2016年參選倫敦市長，但敗予工黨的簡世德。同年由於反對興建希思路機場第三條跑道而辭去議員，但又於不足一年後的提前大選中險勝，取回議席。惟兩年半後又輸掉議席，之後於2020年獲封為終身貴族，晉身上議院，封地乃他以前所屬選區的里士满公园。

## 生平
戈德在1975年1月20日生於倫敦車路士和西敏醫院，他是詹姆斯爵士和第三任妻子的第五名孩子，他有一名年長一歲的胞姊珍美瑪和一名胞弟班傑明。

## 外部連結
- www.parliament.uk （页面存档备份，存于）
- www.telegraph.co.uk （页面存档备份，存于）
- Interview after election in 2010 at Catch21（英语：Catch21）
- Who's Who 2015 bio （页面存档备份，存于）